# Корнет (військове звання)

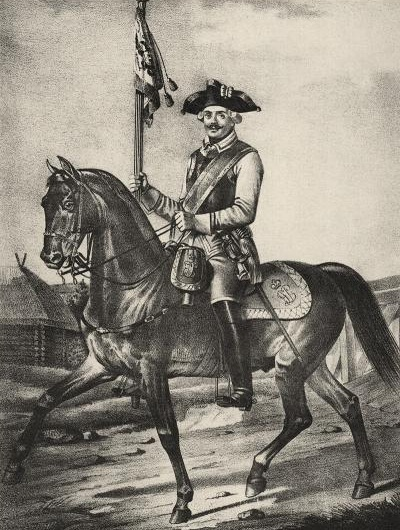
Корнет Кірасирського полку, з 1756 до 1762 року.

Корне́т (фр. cornette, від італ. corno — «кавалерійський прапорець з двома хвостами») — військове звання армій низки країн, переважно в кавалерії. Назва походить від посади прапороносця при командирі (аналогічне походження мають звання хорунжого і прапорщика). У давньоримській кінноті схожий чин мав назву «драконарій».
Вперше звання корнет з'явилося за часів англійської громадянської війни. Ранг існував у кавалерії багатьох армій світу, таких як Швеція (швед. kornett), Російська імперія (рос. корнет), та континентальна армія США під час війни за незалежність.
У Російській імперії звання корнета — первинний обер-офіцерський чин (звання) і посада в кавалерії (за винятком козаків) до 1917 року, а в арміях білого руху дещо довше. Було введене імператрицею Анною Іоаннівною для кавалерії в 1731 році замість звання прапорщика або фендрика; спочатку належало до XIV класу Табелі про ранги. Скасоване Катериною II в 1765 році, відновлене її сином Павлом I в 1798 році.
В результаті реформи 1884 року звання корнета переводиться в XII клас, але при цьому на відміну від армійського прапорщика воно не є факультативним званням воєнного часу. Корнети вважалися на клас нижче за армійських підпоручиків, але носили такі ж погони, при цьому звання підпоручик в кавалерії не було.